# STS-40
STS-40, voluit Space Transportation System-40, was een spaceshuttlemissie van de Columbia. Tijdens de missie werden er verschillende experimenten gedaan in de Spacelab module.

## Bemanning
| Positie            | Lancering                             | Landing                               |                                       |
| ------------------ | ------------------------------------- | ------------------------------------- | ------------------------------------- |
| Bevelhebber        | Bryan O'Connor 2e ruimtevlucht        | Bryan O'Connor 2e ruimtevlucht        |                                       |
| Piloot             | Sidney Gutierrez 1e ruimtevlucht      | Sidney Gutierrez 1e ruimtevlucht      |                                       |
| Missiespecialist 1 | James Bagian 2e ruimtevlucht          | James Bagian 2e ruimtevlucht          |                                       |
| Missiespecialist 2 | Tamara Jernigan 1e ruimtevlucht       | Tamara Jernigan 1e ruimtevlucht       | Tamara Jernigan 1e ruimtevlucht       |
| Missiespecialist 3 | Margaret Seddon 2e ruimtevlucht       | Margaret Seddon 2e ruimtevlucht       | Margaret Seddon 2e ruimtevlucht       |
| Ladingspecialist 1 | Andrew Gaffney 1e ruimtevlucht        | Andrew Gaffney 1e ruimtevlucht        | Andrew Gaffney 1e ruimtevlucht        |
| Ladingspecialist 2 | Millie Hughes-Fulford 1e ruimtevlucht | Millie Hughes-Fulford 1e ruimtevlucht | Millie Hughes-Fulford 1e ruimtevlucht |

## Media

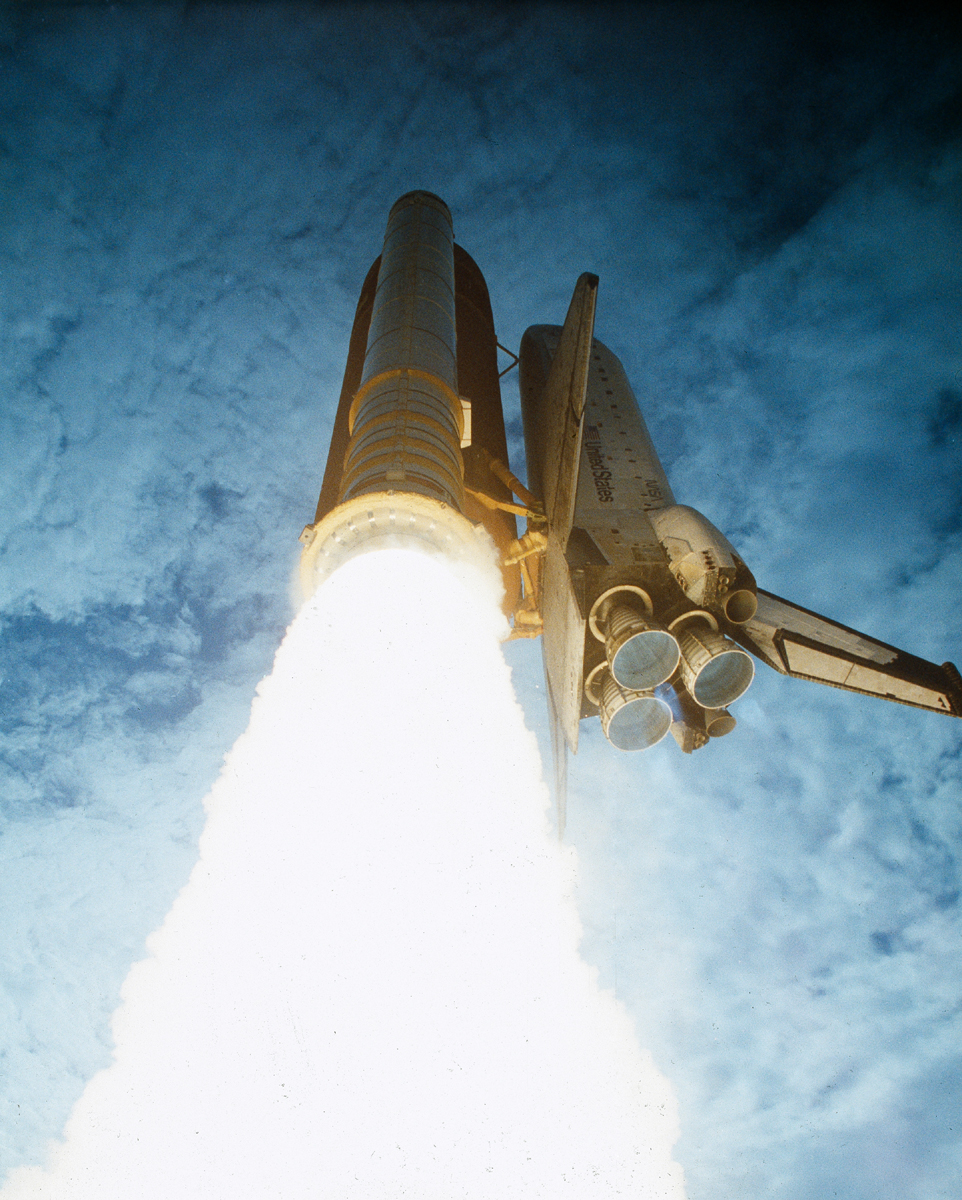
Lancering
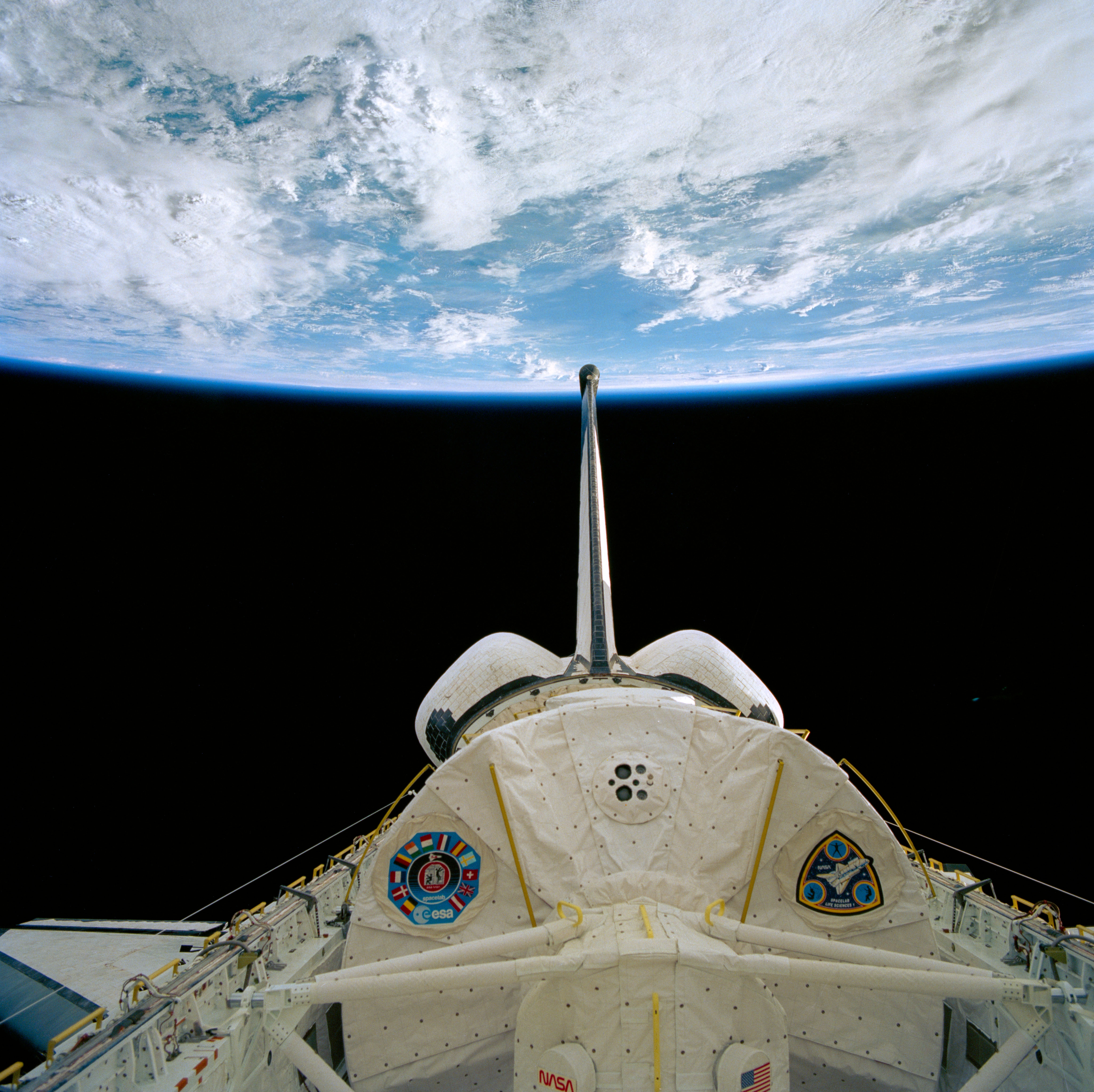
Spacelab aan boord van de Columbia